# The Righteous Gemstones
The Righteous Gemstones är en amerikansk svart komedi- och dramaserie skapad av Danny McBride. Serien hade premiär den 18 augusti 2019 på HBO Max. I september 2019 fick serien kontrakt på en andra säsong, som hade premiär den 9 januari 2022. I januari 2022 fick serien kontrakt på en tredje säsong. Den tredje säsongen planeras att ha premiär den 18 juni 2023 på HBO Max.
[uppföljning saknas]

## Handling
Serien kretsar kring en familj bestående av TV-evangelister och kyrkoledare som inte alltid lever ett så gudfruktigt liv. Familjen leds av änkepatriarken Eli Gemstone (John Goodman). Eli och hans omogna barn, Jesse (Danny McBride), Judy (Edi Patterson) och Kelvin (Adam DeVine), lever i överflöd tack vare kyrkodonationer.

## Rollista i urval
- Danny McBride – Jesse Gemstone
- John Goodman – Eli Gemstone
- Adam DeVine – Kelvin Gemstone
- Edi Patterson – Judy Gemstone
- Tony Cavalero – Keefe Chambers
- Cassidy Freeman – Amber Gemstone
- Skyler Gisondo – Gideon Gemstone
- Walton Goggins – Baby Billy Freeman
- Gregory Alan Williams – Martin Imari
- Tim Baltz – Benjamin Jason "BJ" Barnes
- Dermot Mulroney – Rev John Wesley
- Jennifer Nettles – Aimee-Leigh Gemstone

- Jody Hill – Levi
- James DuMont – Chad
- Troy Anthony Hogan – Matthew
- Scott MacArthur – Scotty
- Cullen Moss – Brock
- Jade Pettyjohn – Dot Nancy
- Jason Schwartzman – Thaniel Block
- Eric Roberts – Glendon "Junior" Marsh Jr.
- Steve Zahn – Peter
- Kristen Johnston – May-May Montgomery